# 166746 Marcpostman
166746 Marcpostman è un asteroide della fascia principale. Scoperto nel 2002, presenta un'orbita caratterizzata da un semiasse maggiore pari a 2,9783884 UA e da un'eccentricità di 0,0844738, inclinata di 11,89127° rispetto all'eclittica.